# Mimacronia
Mimacronia – rodzaj chrząszczy z rodziny kózkowatych i podrodziny zgrzypikowych. 

## Zasięg występowania
Przedstawiciele tego rodzaju występują na Filipinach.

## Systematyka
Do Mimacronia należy 7 gatunków:
- Mimacronia alboplagiata
- Mimacronia arnaudi
- Mimacronia decimmaculata
- Mimacronia dignatensis
- Mimacronia regale
- Mimacronia viridimaculata
- Mimacronia viridimaculatoides